# Vukašin
Vukašin (serbisch-kyrillisch Вукашин) ist ein serbischer männlicher Vorname.

## Herkunft
Der Name Vukašin ist gebildet mit den beiden serbischen Wörtern Vuk (deutsch: Wolf) und Sin (deutsch: Sohn).

## Bedeutung
Ein Junge mit dem Namen Vukašin soll kühn, keck, beherzt, tapfer und mutig sein wie ein Wolf.

## Namensträger

### Heilige
- Vukašin von Klepci († angeblich 1942), legendärer Heiliger der serbisch-orthodoxen Kirche

### Herrscher
- Vukašin Mrnjavčević (~1320–1371), serbischer Adeliger im heutigen Mazedonien

### Vorname
- Vukašin Brajić (* 1984), serbischer und bosnischer Musiker
- Vukašin Dević (* 1984), serbischer Fußballspieler
- Vukašin Dobrašinović (* 1964), jugoslawischer Boxer
- Vukašin Poleksić (* 1982), montenegrinischer Fußballspieler
- Vukašin Radišić (1810–1843), serbischer Diplomat, Altphilologe und Dichter
- Vukašin Rajković (* 1983), serbischer Handballspieler

## Varianten
- Spitzname: Vule